# 福建省漳州市第三中学

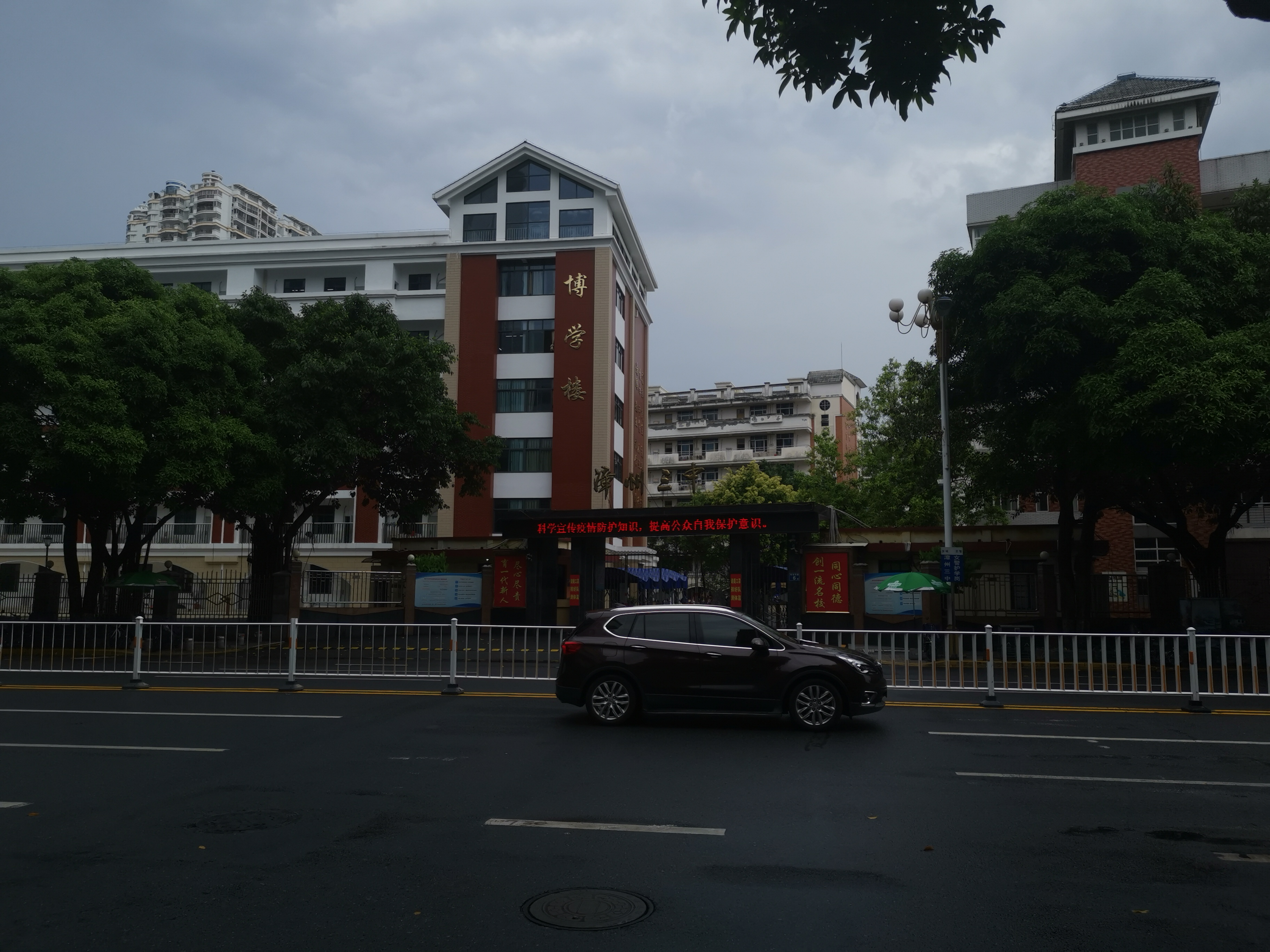
漳州三中

福建省漳州市第三中学，简称漳州三中，是中华人民共和国福建省漳州市芗城区的完全中学，创于1920年11月27日。前身为龙溪私立进德女子中学校（进德女中）、崇正中学。1952年由人民政府接办，将两所中学合并为漳州第三中学。

## 学校荣誉
- 2006年，福建省一级达标高中[2]

- 2009年，福建省体育特色学校[3]几十年来，学校男女排球队在福建省体育传统校比赛中多次荣获第一名。

## 相关链接
- [永久]